# Elecciones municipales de 2011 en Barcelona
De acuerdo con lo establecido por la Ley Orgánica del Régimen Electoral General (LOREG), el 22 de mayo de 2011, se celebraron en España elecciones municipales. En la ciudad de Barcelona resultó ganadora, por primera vez en la historia, la candidatura de Convergència i Unió, rompiendo la hegemonía del Partido de los Socialistas de Cataluña durante 32 años de democracia.

## Candidaturas
Un total de 25 candidaturas concurrieron a los comicios por Barcelona, una cifra récord que superaba las 17 listas de 2003.

### Partido de los Socialistas de Cataluña(PSC-PM)

#### Candidato
Barcelona, en manos socialistas desde 1979, era el principal feudo municipal del Partido de los Socialistas de Cataluña y del PSOE. La continuidad de Jordi Hereu, alcalde desde 2006, empezó a ser cuestionada desde su propio partido tras su fracasado intento de reformar la Avenida Diagonal, ampliamente rechazado en una consulta ciudadana celebrada un año antes de las municipales. La falta de apoyo ciudadano del alcalde se hizo también patente en encuestas sobre intención de voto, favorables a Xavier Trias. Tras debacle sufrida por el PSC en las elecciones autonómicas de noviembre de 2010, con el peor resultado de su historia y la pérdida de la Generalidad de Cataluña, el secretario general José Montilla propuso a Hereu que renunciase a la reelección, aunque el alcalde optó por seguir adelante. El 12 de enero de 2011 Montserrat Tura anunció su voluntad de presentarse como candidata en las municipales de Barcelona, forzando al PSC, por primera vez en su historia, a celebrar unas elecciones primarias para designar alcaldable a la capital catalana. Tura, exalcaldesa de Mollet del Vallés (1987-2003) y ex Consejera de la Generalidad (2003-2010) recibió apoyo público de Pasqual Maragall y fue considerada la candidata del aparato del partido, calificación que ella rechazó. El 19 de febrero se celebraron las primarias de la Federación de Barcelona del PSC, resultando vencedor Jordi Hereu con el 58,8% de los votos de los militantes y simpatizantes socialistas censados, por un 39,6% para Montserrat Tura.
El 23 de marzo de 2011 Hereu presentó su candidatura, que definió "de renovación", con importantes cambios respecto a 2007 y la ausencia de nombres históricos como Francesc Narváez —concejal durante veinte años— y Carles Martí y Ramón García Bragado, tenientes de alcalde en el mandato precedente. Como número 2 fue Joan Trullén, ex secretario de Estado de Industria, en calidad de independiente, como la escritora Rosa Regás, número 5. Cerraron la lista el arquitecto David Mackay y la escritora Ana María Moix.
Como en los comicios anteriores el Partido de los Socialistas de Cataluña concurrió a las municipales en Cataluña con la marca PSC-PM, merced a su acuerdo de coalición con Progrés Municipal (PM) en varios municipios (aunque no en Barcelona).

### Convergència i Unió(CiU)

#### Candidato
El 5 de junio de 2010 Xavier Trias, líder de la oposición municipal desde 2003, fue proclamado alcaldable de Convergencia i Unió, en un acto en la Estación del Norte al que asistieron Artur Mas y Josep Antoni Duran i Lleida, presidente y secretario general, respectivamente, de la federación nacionalista. Este fue el tercer asalto consecutivo a la alcaldía por parte de Trias, habiendo perdido los dos anteriores, pero recortando progresivamente la diferencia de concejales respecto al PSC (de 20-10 a 15-9 en 2003 y 14-12 en 2007).
El 18 de marzo de 2010 CiU presentó su lista apostando por el continuismo, repitiendo los once primeros puestos de la candidatura de 2007. Josep Maria Cullell, alcaldable en 1987 y 1991, figuró simbólicamente en último lugar. De los 41 candidatos de la lista de CiU, 31 eran de Convergència (CDC) y 10 de Unió (UDC).

### Partido Popular de Cataluña(PPC)

#### Candidato
El Partido Popular, tercera fuerza en el consistorio, proclamó como alcaldable por tercera vez consecutiva a Alberto Fernández Díaz, en un acto celebrado el 5 de febrero de 2011 en el Palacio de la Música Catalana al que asistieron Mariano Rajoy y Alicia Sánchez-Camacho, presidentes del PP y del PPC, respectivamente.
Los populares confeccionaron una candidatura continuista, situando a sus actuales concejales en los primeros puestos. Sánchez-Camacho cerró simbólicamente la lista, como muestra de apoyo a Fernández Díaz.

### Iniciativa per Catalunya Verds - Esquerra Unida i Alternativa - Entesa(ICV-EUiA-E)

#### Candidato
Iniciativa per Catalunya Verds - Esquerra Unida i Alternativa, socio de gobierno del PSC en Barcelona desde 1979, fue la única fuerza con representación municipal que presentó un alcaldable nuevo respecto a 2007. La ejecutiva de Iniciativa per Catalunya Verds anunció el 4 de julio de 2010 que Ricard Gomà sería el cabeza de lista de la coalición ecosocialista, al ser su candidatura la única que concurrió al proceso de primarias. Gomà era miembro del gobierno municipal desde 2003 y en 2008 había asumido la presidencia del grupo municipal de ICV-EUiA y la segunda tenencia de alcaldía del ayuntamiento, reemplazando en ambos cargos a Imma Mayol, alcaldable de la coalición en las elecciones municipales de 1999, 2003 y 2007.
La proclamación oficial de Gomà como candidato tuvo lugar el 8 de julio de 2010, en un acto en la antigua fábrica Fabra y Coats al que asistieron los secretarios generales de ICV, Joan Herrera, y EUiA, Jordi Miralles. Los primeros puestos la lista fueron ocupados por militantes de Iniciativa y Janet Sanz (número 4), de las juventudes de este partido, siendo Isabel Ribas (5) la primera representante de Esquera Unida. La candidatura también incorporó destacados activistas sociales e independientes del ámbito académico como Gemma Galdón (39) y Zaida Muxí (40).
Como en los comicios anteriores, Iniciativa per Catalunya Verds - Esquerra Unida i Alternativa concurrió a las municipales en Barcelona y toda Cataluña con la marca ICV-EUiA-E, merced a su acuerdo de coalición con Entesa pel Progrés Municipal en un centenar de municipios.

### Unitat per Barcelona(UpB)

#### Candidato
En enero de 2011 Jordi Portabella, líder de Esquerra Republicana de Catalunya (ERC) en el Ayuntamiento de Barcelona, anunció su voluntad de formar una coalición independentista en la ciudad condal, aglutinando a Solidaritat Catalana per la Independència (SI), Reagrupament Independentista (RI), la Candidatura d'Unitat Popular (CUP) y la propia ERC. El primer paso en este sentido se hizo público el 28 de enero, cuando Esquerra y Reagrupament anunciaron que, al igual que en otros municipios catalanes, concurrirían juntos en las elecciones la alcaldía de Barcelona. El 30 de enero se eligió a Portabella como alcaldable y Reagrupament se aseguró el cuarto puesto en las listas. Un día más tarde, desde Solidaritat (SI), Uriel Bertran rehusó que su coalición se sumase al proyecto si lo encabezaba Portabella. Por el contrario, Joan Laporta —por entonces líder de SI en el Parlamento de Cataluña— se posicionó públicamente a favor de la candidatura conjunta en Barcelona y el 10 de marzo de 2011 anunció su salida y la de su partido, Democràcia Catalana (DCat), de SI.
El 24 de marzo de 2011 Esquerra Republicana de Catalunya, Reagrupament Independentista y Democràcia Catalana presentaron su coalición electoral, bautizada como Unitat per Barcelona. Los cinco primeros puestos de la lista electoral fueron para Jordi Portabella (ERC), Joan Laporta (DCat), Ester Capella (ERC), Ignasi Planas (RI.cat) y Anna Arqué (DCat). Cerrando la lista se situaron la actriz Montserrat Carulla y el cirujano Moisés Broggi, de 103 años.

## Campaña electoral
La campaña electoral comenzó a las 0:00 horas del 6 de mayo con la tradicional pegada de carteles. El Partido de los Socialistas de Cataluña arrancó la campaña en el CCCB. A diferencia del resto candidatos, Jordi Hereu no estuvo arropado por los líderes de su partido. En la cúpula del centro comercial de Las Arenas comenzó la campaña Convergència i Unió, por primera vez favorita en encuestas a la alcaldía de Barcelona. El Partido Popular e ICV-EUiA-E eligieron centros cívicos para sus respectivos actos de inicio de campaña: el Casinet de Hostafrancs, en Sants-Montjuïc y el Mas Guinardó, en el distrito de Horta-Guinardó, regido por los ecosocialistas. Por último, Unitat per Barcelona inició la campaña en el Museo de Historia de Cataluña.

### Debates
Hubo dos debates televisados entre los cinco alcaldables de partidos con representación en el consistorio. El primero el 10 de mayo en el programa 59 segons, en desconexión para Cataluña de La 1 de Televisión Española, que fue emitido simultáneamente por Ràdio 4. El segundo debate televisado tuvo lugar tres días después, moderado por Josep Cuní y emitido conjuntament por TV3 y BTV.
Al margen de la televisión, hubo también debates organizados por otros medios de comunicación, como los cara a cara entre Hereu y Trias de El Periódico de Catalunya y de La Vanguardia con la emisora RAC 1.

### Movimiento 15-M
Una semana antes de las elecciones, el domingo 15 de mayo, se llevó a cabo en Barcelona y otras 57 ciudades españolas una serie de manifestaciones convocadas por la plataforma Democracia Real Ya que llevaron a la calle a miles ciudadanos de izquierda radical, popularmente conocidos como «indignados». En Barcelona, siguiendo lo sucedido en la Puerta del Sol de Madrid, algunos manifestantes permanecieron acampados en la Plaza de Cataluña con el lema «acampadabcn». Unitat per Barcelona, como muestra de apoyo a los acampados, cambió de emplazamiento su acto de final de campaña, que estaba previsto en la céntrica plaza. En vísperas del 21 de mayo la Junta Electoral Provincial de Barcelona se pronunció en contra de la acampada, al considerar que la legislación electoral prohibía las concentraciones en la jornada de reflexión, pero a pesar del dictamen el ayuntamiento y el gobierno de la Generalidad toleraron el campamento hasta pasados los comicios. El 27 de mayo la plaza fue desalojada por la fuerza por los Mozos de Escuadra, aunque posteriormente volvió a ser instalado el campamento durante un mes más.

## Legislación electoral
La normativa electoral vigente en España tiene como criterio la aplicación del sistema de representación proporcional con candidaturas cerradas y la asignación de concejales siguiendo el sistema D'Hondt.  El umbral electoral exigido a cada candidatura es el 5% de los votos válidos.

## Resultados
- Censo electoral: 1.163.594
- Votantes: 616.537 (52,98% del censo).
- Abstención: 547.057 (47,02% del censo).
- Votos válidos: 606.046.
  - Votos a candidaturas: 578.939.
  - Votos en blancos: 27.107.
- Votos nulos: 10.491.
- Concejales a elegir: 41

| ← Elecciones municipales de 2011 en Barcelona →                                                                                    |                          |         |            |            |           |
| Partido / Coalición | Cabeza de lista          | Votos   | Porcentaje | Concejales | Variación |
| Convergència i Unió (CiU) | Xavier Trias             | 174.122 | 28,73%     | 14         | 3         |
| Partido de los Socialistas de Cataluña-Progrés Municipal (PSC-PM)                                                                  | Jordi Hereu              | 134.193 | 22,13%     | 11         | 3         |
| Partido Popular de Cataluña (PPC)                                                                                                  | Alberto Fernández Díaz   | 104.475 | 17,23%     | 9          | 1         |
| Iniciativa per Catalunya Verds - Esquerra Unida i Alternativa - Entesa (ICV-EUiA-E)                                                | Ricard Gomà              | 62.979  | 10,39%     | 5          | 1         |
| Unitat per Barcelona (UxB) Esquerra Republicana de Catalunya-Acord Municipal (ERC-AM) Democràcia Catalana (DCat) Reagrupament (RI) | Jordi Portabella         | 33.900  | 5,59%      | 2          | 2         |
| Candidatura d'Unitat Popular-Alternativa per Barcelona (CUP-AB)                                                                    | Xavier Monge             | 11.833  | 1,95%      | -          | -         |
| Ciudadanos-Partido de la Ciudadanía (Cs)                                                                                           | Jordi Cañas              | 11.742  | 1,93%      | -          | -         |
| Escons en Blanc-Ciudadanos en Blanco (Eb-CenB)                                                                                     | Ricard Blancafort        | 10.115  | 1,67%      | -          | -         |
| Solidaritat per la Independència (SI)                                                                                              | Santiago Espot           | 6.823   | 1,12%      | -          | -         |
| Els Verds - Grup Verd Europeu (EV-GVE)                                                                                             | Ignasi Pérez             | 6.128   | 1,01%      | -          | -         |
| Pirates de Catalunya (PIRATA.CAT)                                                                                                  | Juan Irache              | 4.675   | 0,77%      | -          | -         |
| Partido Animalista Contra el Maltrato Animal (PACMA)                                                                               | Anna Banchs              | 4.308   | 0,71%      | -          | -         |
| Plataforma per Catalunya (PxC) | Miguel Tarín             | 3.405   | 0,56%      | -          | -         |
| Por Un Mundo Más Justo (PUM+J) | Efrén García             | 1.593   | 0,26%      | -          | -         |
| Unión Progreso y Democracia Cataluña (UPyD)                                                                                        | Julio Antonio Villacorta | 1.463   | 0,24%      | -          | -         |
| Partido de los Pensionistas en Acción (PDLPEA)                                                                                     | José María Badiella      | 1.382   | 0,24%      | -          | -         |
| La Barcelona dels Barris (LBB) | José García              | 1.189   | 0,19%      | -          | -         |
| Partit Comunista del Poble de Catalunya (PCPC)                                                                                     | Gloria Fontcuberta       | 979     | 0,16%      | -          | -         |
| Partido Abre Tus Ojos (PATO) | Óscar Nadie              | 954     | 0,15%      | -          | -         |
| Partit Republicà d'Esquerra-Izquierda Republicana (PRE-IR)                                                                         | Juan José Martínez       | 710     | 0,11%      | -          | -         |
| Partido Humanista (PH) | Estefanía Hernández      | 624     | 0,10%      | -          | -         |
| Partido Familia y Vida (PFyV) | María A. Casanueva       | 533     | 0,09%      | -          | -         |
| Falange Española de las JONS (FE de las JONS)                                                                                      | Cristóbal Delgado        | 349     | 0,06%      | -          | -         |
| Partido Solidaridad y Autogestión Internacionalista (SAIn)                                                                         | Jorge Gaya               | 246     | 0,04%      | -          | -         |
| Unificación Comunista de España (UCE)                                                                                              | Natalia Vara             | 219     | 0,04%      | -          | -         |

### Resultados por distritos
| Distrito            | Participación | CiU   | PSC   | PP    | ICV-EUiA | UpB  | Otros | Blanco | Nulos |
| ------------------- | ------------- | ----- | ----- | ----- | -------- | ---- | ----- | ------ | ----- |
| Ciutat Vella        | 41,8%         | 22,2% | 23,0% | 14,3% | 14,0%    | 5,9% | 14,6% | 3,9%   | 2,2%  |
| Ensanche            | 56,3%         | 35,2% | 16,5% | 15,0% | 10,3%    | 6,1% | 11,2% | 4,3%   | 1,5%  |
| Sants-Montjuic      | 49,6%         | 24,1% | 23,6% | 15,3% | 11,5%    | 6,7% | 12,7% | 4,3%   | 1,9%  |
| Les Corts           | 59,0%         | 37,0% | 16,4% | 21,4% | 6,6%     | 4,7% | 8,7%  | 4,0%   | 1,2%  |
| Sarrià-Sant Gervasi | 61,6%         | 47,9% | 9,6%  | 22,2% | 5,1%     | 3,1% | 7,6%  | 3,3%   | 1,1%  |
| Gracia              | 55,8%         | 31,9% | 16,4% | 11,6% | 12,8%    | 7,5% | 13,4% | 4,4%   | 1,9%  |
| Horta-Guinardó      | 50,7%         | 22,0% | 26,4% | 16,9% | 11,0%    | 5,5% | 11,5% | 4,9%   | 1,8   |
| Nou Barris          | 47,6%         | 7,3%  | 16,1% | 10,0% | 4,5%     | 1,7% | 5,0%  | 2,1%   | 0,8%  |
| Sant Andreu         | 52,%          | 11,1% | 14,8% | 8,5%  | 5,7%     | 3,0% | 6,0%  | 2,6%   | 1,0%  |
| Sant Martí          | 52,0%         | 21,7% | 25,7% | 16,6% | 11,5%    | 5,8% | 12,0% | 4,9%   | 1,9%  |

## Recurso del Partido Popular al escrutinio
Inicialmente el escrutinio otorgó quince concejales a Convergència i Unió, por ocho del Partido Popular. Los populares retrasaron la investidura del alcalde al presentar un recurso sobre el escrutinio, primero a la Junta Electoral Central y posteriormente al Tribunal Superior de Justicia de Cataluña (TSJC), demandando la validez de 89 votos a su candidatura declarados nulos por las mesas en el recuento de la noche electoral. El 21 de junio de 2011 el TJSC dio validez a 57 de los sufragios reclamados por el PP (papeletas señaladas o marcadas con bolígrafo), que sumando estos votos obtuvo un noveno concejal, en detrimento del decimoquinto edil de CiU. Tres días más tarde, y tras un recurso aclaración de CiU, el tribunal catalán emitió una nueva resolución, considerado nulos 3 de los 57 sufragios que en el primer fallo daba por válidos, con lo que la coalición nacionalista recuperaba la concejalía en disputa. Finalmente, el PP presentó un recurso de amparo electoral al Tribunal Constitucional que el 21 de julio, con el consistorio ya constituido, dio validez a los 57 votos nulos. Obteniendo un noveno concejal el PP logró el mejor resultado electoral de su historia, en número de ediles, en el Ayuntamiento de Barcelona.

## Investidura
La constitución de la nueva corporación, inicialmente prevista para el 11 de junio de 2011, tuvo que ser aplazada a la espera del fallo del Tribunal Superior de Justicia de Cataluña al recurso sobre el escrutinio presentado por el Partido Popular. Finalmente, el 1 de julio, en el Salón de Ciento de la Ayuntamiento de Barcelona tuvo lugar el acto de investidura del nuevo alcalde. Xavier Trias fue elegido con los votos de los 15 ediles de CiU —que posteriormente pasaron a 14 tras sentencia del Tribunal Constitucional— y los dos de Unitat per Barcelona; el resto de grupos votaron por sus líderes.
| Votación de investidura de Xavier Trias (CiU) Mayoría absoluta: 21/41 |       |                   |
| Candidato                                                             | Votos | Partidos votantes |
| Xavier Trias                                                          | 17    | CiU (15), UpB (2) |
| Jordi Hereu                                                           | 11    | PSC (11)          |
| Alberto Fernández Díaz                                                | 8     | PP (8)            |
| Ricard Gomà                                                           | 5     | ICV-EUiA (5)      |